# 根纳季·谢米金
根纳季·尤里耶维奇·谢米金（羅馬化：Gennadiy Yur'yevich Semigin；1964年3月23日—）是俄罗斯政治人物，爱国者党前领袖（该党已解散）。

## 生平
1964年3月23日出生于苏联乌克兰苏维埃社会主义共和国赫梅利尼茨基，曾在里加进修历史系，随后在莫斯科法学院学习。 1990年代，他经营一家成功的企业。他也是俄罗斯科学院院士。
1999年和2003年，他当选为俄罗斯联邦共产党国家杜马代表。在2003年的选举中，他是共产党名单上排名第二的成员。第二年，他对党领导的野心导致他与共产党领导人根纳季·久加诺夫发生冲突。许多老共产主义者将富有的谢米金视为机会主义者，而不是真正的反对派成员。他们给他贴上了“内奸”和“红色寡头”的标签。尽管如此，塞米金仍然当选为“俄罗斯人民爱国联盟”主席，该联盟是一个将共产党与一众小反对党联合起来的大帐蓬。
谢米金多次试图从久加诺夫手中夺取权力，包括组织单独的俄罗斯联邦共产党代表大会。但全俄罗斯中央执行委员会并不承认谢米金的代表大会，并指出只有官方的俄罗斯联邦共产党代表大会才是合法的。这次代表大会投票决定将谢米金及其盟友开除党籍。
在国家杜马，谢米金转向祖国党派，同时创立了自己的政党俄罗斯爱国者党。他还组织了“人民政府”——由谢尔盖·格拉济耶夫、根纳季·谢列兹尼奥夫和根纳季·古德科夫等左翼政客组成的团体，自称是“未来政府”。

### 制裁
谢米金于2022年因俄乌战争而受到英国政府和美国财政部的制裁。